# Harti Weirather
Hartmann Weirather (conocido como Harti Weirather; Reutte, 25 de enero de 1958) es un deportista austríaco que compitió en esquí alpino.

## Trayectoria
Ganó una medalla de oro en el Campeonato Mundial de Esquí Alpino de 1982, en la prueba de descenso. En la Copa del Mundo consiguió seis victorias y diecisiete podios en total.
Participó en los Juegos Olímpicos de Lake Placid 1980, ocupando el noveno lugar en la misma prueba.
En 1996 recibió la Condecoración de Honor de Oro de la Orden al Mérito de la República de Austria.
Su esposa Hanni Wenzel, su hija Tina Weirather y su cuñado Andreas Wenzel compitieron en el mismo deporte.

## Palmarés internacional
| Campeonato Mundial | Campeonato Mundial   | Campeonato Mundial | Campeonato Mundial |
| Año                | Lugar                | Medalla            | Prueba             |
| ------------------ | -------------------- | ------------------ | ------------------ |
| 1982               | Schladming (Austria) | Medalla de oro     | Descenso           |